# Småstaden
Småstaden är en svensk TV-komediserie på 8 avsnitt som hade premiär 2017 på TV4. Serien är regisserad av Patrik Eklund efter ett manus av humorgruppen I Just Want To Be Cool (Joel Adolphson, Emil Beer, Victor Beer), Erik Hultkvist och Tapio Leopold. Serien är producerad av produktionsbolaget FLX. 

## Handling
Serien handlar om småstaden Larstad där det ofrivilliga kommunalrådet Simon Hoffman får i uppdrag att rädda staden från fullständigt förfall. Tillsammans med sina vänner märker Simon hur jobben försvinner, människor flyttar därifrån och biografer, restauranger och caféer ekar tomma.

## Rollista[8]
- Joel Adolphson – Herman Manner
- Emil Beer – Simon Hoffman
- Victor Beer – Carl Hoffman
- Felix Herngren – torghandlaren
- Madeleine Martin – Cassandra Koteas
- Lola Zackow – Matilda Brasi
- Sofia Bach – Tina
- Sven Björklund – Jonte
- Per Andersson – Bengt Rimsäter
- Jimmy Lindström – Lukas
- Pia Johansson  – Birgitta Dahlberg
- Rikard Ulvshammar – pappa Svensson
- Margareta Pettersson – polischef
- Klara Zimmergren –  fru Svensson

## Produktion
Serien producerades av FLX och spelades in under sommaren 2017.

## Mottagande
Serien fick ett ljummet mottagande av kritiker. Karolina Fjellborg på Aftonbladet gav serien 2 av fem stjärnor och menade att serien "känns [...] som ett socialt experiment som går ut på att korsbefrukta olika humorgenerationer" och "Kanske funkar humorn för I Just Want To Be Cools unga publik. Men för den äldre är det tveksamt."
Andreas Eriksson på Norran skrev att "galenskaper som funkar i ett youtube-klipp kanske inte alltid passar i tv-format och det var inte klockrent alla gånger, men jag roades av den smått osannolika och ibland svårförutsägbara handlingen."
Det första avsnittet sågs av 610 000 tittare.